# قطار شهری کبه

لوگوی قطار شهری کُبه

قطار شهری کُبه (انگلیسی: Kōbe Rapid Transit Railway) سامانه قطار شهری زیرزمینی در شهر کُبه، ژاپن است که توسط شرکتی به همین نام اداره میشود.

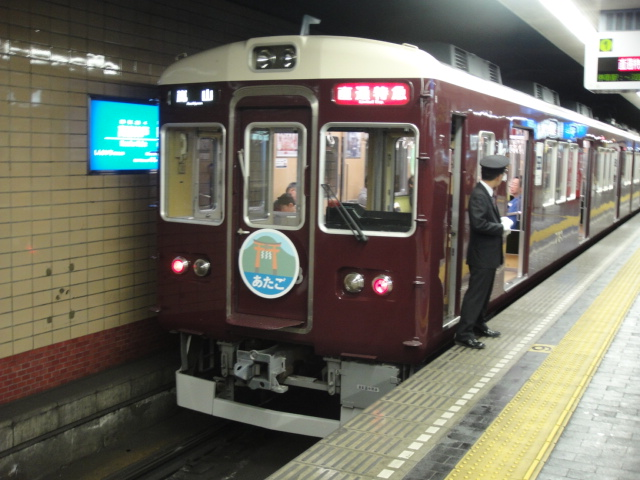
تصویری از قطار شهری کُبه.

این مترو که در سال ۱۹۶۸ تأسیس شده، دارای ۳ خط، ۱۰ ایستگاه و ۷.۶ کیلومتر طول می‌باشد.